# Церковь Успения Пресвятой Богородицы (Шубино)
Церковь Успения Пресвятой Богородицы — храм Русской православной церкви в селе Шубино Московской области.
Адрес: Московская область, Домодедовский район, село Шубино, улица Дружбы, 37А.
Расположена на подворье Новодевичьего монастыря, подчиняется благочинному монастырей.

## История
Впервые село Шубино упоминается в царской грамоте Фёдора Ивановича, последнего царствующего потомка из рода Калиты, выданной епископу суздальскому и торусскому Иеву в 1587 году.
По писцовым книгам Московского уезда Тухачевской волости 1627 и 1628 годов значится: «Вотчина суздальского архиепископа Иосифа село Шубино, на речке Малой Северке, да на пруде, а в селе церковь Успения Пречистыя Богородицы, да в приделе Иван Богослов древяна клетцки…». В 1646 году это была вотчина суздальского и торусскаго архиепископа Серапиона. При досмотре церквей и церковных земель 27 июля 1680 года оказалось: «В селе Шубине церковь Успения Богородицы древяная, старая…».
Деревянная церковь в селе пришла в ветхость и по просьбе её прихожан Московский архиепископ Платон разрешил в январе 1785 года построить каменную церковь. Новый храм возводился на деньги общины и прихожан. Он был построен в 1792 году и освящён в 1794 году. Сложена Успенская церковь была из кирпича с белокаменной отделкой с внешней и внутренней стороны. Здание представляло бесстолпный четверик с одной главой храма и квадратной трапезной. Глава храма была покрыта белой жестью, на которой были укреплены звезды, выполненные из меди. Отдельно стоящую каменную колокольню построили в 1799 году. После этого территория храма была огорожена.

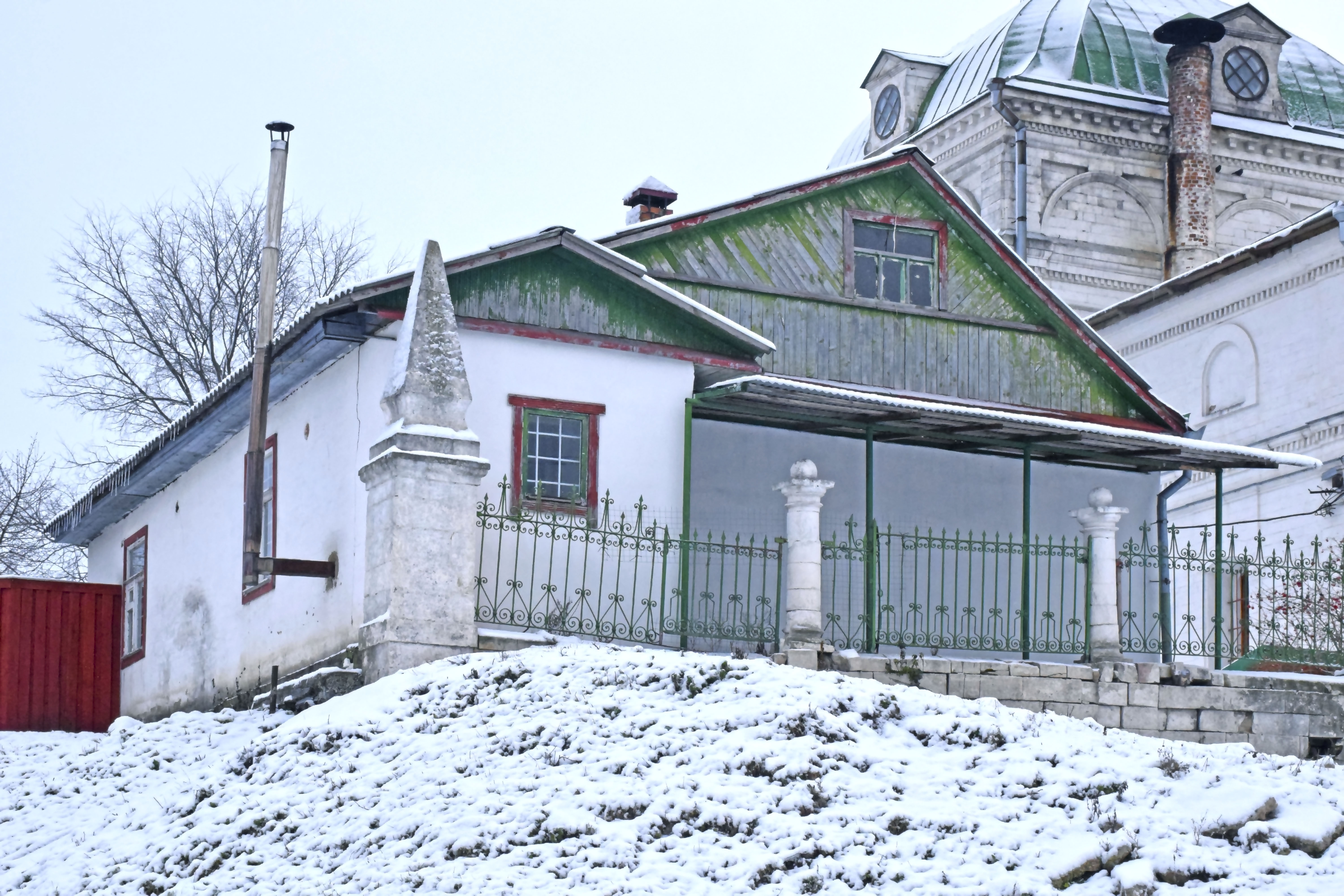
Сторожка храма

В середине XIX века на колокольне были подвешены восемь колоколов, в 1856 году в храме были проведены внутренние работы, позолочен иконостас. В 1880 году был утвержден проект перестройки храма, в результате которого свод трапезной был разобран, стены были наращены, сделаны угловые столбы и под полом были устроены камеры для духовой печи. Придел во имя Иоанна Богослова перенесли с северной на южную сторону, в 1882 году он был освящен. С северной стороны был построен придел во имя Плакущей Божией Матери, освященный 27 декабря 1887 года.
Успенская церковь в селе Шубино не закрывалась во все годы гонений на церковь. В 1957 году храм пострадал от пожара. Одно время он был закрыт, а часть его святынь утрачена. В 1995 году её приход был преобразован в подворье Московского Новодевичьего монастыря. Настоятельница — игуменья Маргарита (Феоктистова).
В церкви имеется фрагмент деревянной скульптуры «Плач Богоматери».